# Шлик, Мориц
Мориц Шлик (нем. Friedrich Albert Moritz Schlick; 14 апреля 1882, Берлин — 22 июня 1936, Вена) — немецко-австрийский философ, один из лидеров логического позитивизма.

## Биография
Родился в Берлине в богатой семье. Изучал физику в Берлинском университете. В 1904 году защитил диссертацию по физике под руководством М. Планка. Затем увлёкся философией. С 1911 преподавал в университетах Ростока и Киля.
В 1922 возглавил кафедру философии Венского университета, где в 1924 году организовал Венский кружок, ставший вскоре идейным центром неопозитивизма. Кружок собирался по четвергам на факультете химии. С 1926 был связан с Л. Витгенштейном, который оказал на него существенное влияние. Был приглашен в качестве лектора в Стэнфордский университет и университет Беркли (США).

## Смерть
22 июня 1936 в 9:20 утра Шлик был застрелен из пистолета своим бывшим аспирантом 33-летним Иоганном Нельбеком на лестнице главного здания Венского университета. Нелбек выпустил в профессора 4 пули, которые попали в грудь. Шлик погиб на месте. Ранее убийца лечился от психического расстройства, однако суд счёл его вменяемым и приговорил к 10 годам заключения. Мотивы убийства были неоднозначны. С одной стороны, причиной называлась антиметафизическая установка философии Шлика, которая подрывала моральные ценности. С другой, ревность к студентке Сильвии Боровицке. После аншлюса убийца Шлика был помилован и работал в нефтяной отрасли.

## Философия
Свою философскую концепцию Шлик именовал «последовательным эмпиризмом». Он полагал, что проблема познания сущности бытия бессмысленна, ибо предмет философии — не искание истины, но «исследование значения» или, другими словами, «прояснение содержания научных суждений» («Вопросы этики»). Он подверг критике господствующее в немецких университетах неокантианство за допущение синтетических априорных суждений. Все аналитические суждения тавтологичны, а все синтетические суждения апостериорны (эмпиричны). Единственно опыт является источником нашего познания. В этой позиции Шлика утвердила теория относительности Эйнштейна, которая свела на нет априоризм кантовского пространства. «Физическое пространство является понятийной конструкцией», заявил он. Шлик также разработал проблему верификации как редукции к опыту. Законы природы не могут быть совершенно верифицируемы, поэтому их следует воспринимать как гипотезы. Вместе с тем он интересовался этическими вопросами, трактуя их с эмпирических позиций через различение желания и нежелания.

## Сочинения
- «Пространство и время в современной физике» (нем. Raum und Zeit in der gegenwärtigen Physik, 1917),
- «Всеобщая теория познания» (нем. Allgemeine Erkenntnislehre, 1918),
- «Вопросы этики» (нем. Fragen der Ethik, 1930),
- «Позитивизм и реализм» (нем. Positivismus und Realismus, 1932),